# Boothbay
Boothbay ist eine Town im Lincoln County des Bundesstaates Maine in den Vereinigten Staaten. Im Jahr 2020 lebten dort 3003 Einwohner in 2448 Haushalten auf einer Fläche von 72,16 km².

## Geographie
Nach dem United States Census Bureau hat Boothbay eine Gesamtfläche von 185,96 km², von der 56,80 km² Land sind und 129,16 km² aus Gewässern bestehen.

### Geografische Lage
Boothbay liegt im Südwesten des Lincoln Countys auf einer Halbinsel an der Linekin Bay des Atlantischen Ozeans. Zum Gebiet der Town gehören auch mehrere Inseln. Die bekannteren sind: Barters Island, Damariscove Island, Fisherman Island, Fort Island , Hodgdon Island, Outer Heron Island, Ram Island, Sawyer Island und The Hypocrites. Im Westen grenzt das Sagadahoc County an. Im Südosten liegt das Schutzgebiet Linekin and Burley Preserves und im Südwesten befinden sich die Coastal Maine Botanical Gardens. Die Oberfläche ist eben, ohne nennenswerte Erhebungen.

### Nachbargemeinden
Alle Entfernungen sind als Luftlinien zwischen den offiziellen Koordinaten der Orte aus der Volkszählung 2010 angegeben.
- Norden: Edgecomb, 7,3 km
- Osten: South Bristol, 10,1 km
- Süden: Boothbay Harbor, 6,9 km
- Südwesten: Georgetown, Sagadahoc County, 16,1 km
- Westen: Westport Island, 15,2 km

### Stadtgliederung
In Boothbay gibt es mehrere Siedlungsgebiete: Backriver, Back Narrows, Boothbay, Dover, East Boothbay, Linekin, Ocean Point, Spruce Shores und Trevett.

### Klima
Die mittlere Durchschnittstemperatur in Boothbay liegt zwischen −6,8 °C (20 °Fahrenheit) im Januar und 20,6 °C (69 °Fahrenheit) im Juli. Damit ist der Ort gegenüber dem langjährigen Mittel der USA um etwa 6 Grad kühler. Die Schneefälle zwischen Oktober und Mai liegen mit bis zu zweieinhalb Metern mehr als doppelt so hoch wie die mittlere Schneehöhe in den USA; die tägliche Sonnenscheindauer liegt am unteren Rand des Wertespektrums der USA.

## Geschichte
Boothbay war zunächst bekannt als Teil von Cape Newagen. Besiedelt soll die Gegend bereits seit 1630 worden sein. Auf dem Gebiet von Boothbay Harbour hat George Weymouth auf seiner Expedition im Jahr 1605 Gemüse anpflanzen lassen. Vom Sachem Robinchaud kaufte sich Henry Curtis im Jahr 1666 das Recht, sich ansiedeln zu dürfen. Im King William’s War wurde die Siedlung durch die Indianer jedoch zerstört. Erneut besiedelt wurde das Gebiet ab 1730 durch David Dunbar, dem Vizegouverneur der New Hampshire Colony. Er benannte die Gegend Townsend. Als Townsend wurde das Gebiet am 3. November 1764 organisiert. Der Name wurde 1842 in Boothbay, nach Old Boothbay in Lincolnshire, geändert.
Bis 1842 gehörte Southport zum Gebiet von Boothbay und Boothbay Harbor wurde 1889 als eigenständige Town organisiert.

### Einwohnerentwicklung
| Volkszählungsergebnisse – Town of Boothbay, Maine | Volkszählungsergebnisse – Town of Boothbay, Maine | Volkszählungsergebnisse – Town of Boothbay, Maine | Volkszählungsergebnisse – Town of Boothbay, Maine | Volkszählungsergebnisse – Town of Boothbay, Maine | Volkszählungsergebnisse – Town of Boothbay, Maine | Volkszählungsergebnisse – Town of Boothbay, Maine | Volkszählungsergebnisse – Town of Boothbay, Maine | Volkszählungsergebnisse – Town of Boothbay, Maine | Volkszählungsergebnisse – Town of Boothbay, Maine | Volkszählungsergebnisse – Town of Boothbay, Maine |
| Jahr                                              | 1700                                              | 1710                                              | 1720                                              | 1730                                              | 1740                                              | 1750                                              | 1760                                              | 1770                                              | 1780                                              | 1790                                              |
| ------------------------------------------------- | ------------------------------------------------- | ------------------------------------------------- | ------------------------------------------------- | ------------------------------------------------- | ------------------------------------------------- | ------------------------------------------------- | ------------------------------------------------- | ------------------------------------------------- | ------------------------------------------------- | ------------------------------------------------- |
| Einwohner                                         |                                                   |                                                   |                                                   |                                                   |                                                   |                                                   |                                                   |                                                   |                                                   | 997                                               |
| Jahr                                              | 1800                                              | 1810                                              | 1820                                              | 1830                                              | 1840                                              | 1850                                              | 1860                                              | 1870                                              | 1880                                              | 1890                                              |
| Einwohner                                         | 1246                                              | 1582                                              | 1950                                              | 2286                                              | 2631                                              | 2504                                              | 2857                                              | 3200                                              | 3575                                              | 1718                                              |
| Jahr                                              | 1900                                              | 1910                                              | 1920                                              | 1930                                              | 1940                                              | 1950                                              | 1960                                              | 1970                                              | 1980                                              | 1990                                              |
| Einwohner                                         | 1766                                              | 1700                                              | 1432                                              | 1345                                              | 1370                                              | 1559                                              | 1617                                              | 1814                                              | 2308                                              | 2648                                              |
| Jahr                                              | 2000                                              | 2010                                              | 2020                                              | 2030                                              | 2040                                              | 2050                                              | 2060                                              | 2070                                              | 2080                                              | 2090                                              |
| Einwohner                                         | 2960                                              | 3120                                              | 3003                                              |                                                   |                                                   |                                                   |                                                   |                                                   |                                                   |                                                   |

## Kultur und Sehenswürdigkeiten

### Bauwerke
In Boothbay wurden mehrere Bauwerke und archäologische Stätten unter Denkmalschutz gestellt und ins National Register of Historic Places aufgenommen. Die Lage der archäologischen Stätten wird nicht bekannt gegeben.
- Damariscove Island Archeological Site, 1978 unter der Register-Nr. 78000186.[10]
- Damariscove Lifesaving Station, 1987 unter der Register-Nr. 87000924.[11]
- Fisherman’s Island, 2014 unter der Register-Nr. 14001091.[12]
- Old Gray House, 2007 unter der Register-Nr. 07000408.[13]
- Knight-Corey House, 1980 unter der Register-Nr. 80000237.[14]
- Taylor Site 16.65, 1984 unter der Register-Nr. 84001441.[15]

## Wirtschaft und Infrastruktur

### Verkehr
Die Maine State Route 27 verläuft in nordsüdlicher Richtung zentral durch Boothbay, ebenfalls in nordsüdlicher Richtung verläuft die Maine State Route 96 durch East Boothbay.

### Öffentliche Einrichtungen
Es gibt keine medizinischen Einrichtungen oder Krankenhäuser in Boothbay. Die Bewohner der Town können die Einrichtungen in Boothbay Harbor, Bath oder Damariscotta nutzen.
In Boothbay gibt es keine Bücherei, die nächstgelegene ist die Boothbay Harbor Memorial Library in Boothbay Harbor.

### Bildung
Boothbay gehört mit Boothbay Harbor, Edgecomb, Georgetown und Southport Island zum Schulbezirk AOS 98/Rocky Channels School System.
Im Schulbezirk werden folgende Schulen angeboten:
- Boothbay Region Elementary School in Boothbay Harbor, mit Schulklassen vom Kindergarten bis 8. Schuljahr
- Boothbay Region High School in Boothbay Harbor, mit Schulklassen von 9. bis 12. Schuljahr
- Georgetown Central School in Georgetown, mit Schulklassen von Pre-Kindergarten bis 6. Schuljahr
- Edgecomb Eddy School in Edgecomb, mit Schulklassen vom Kindergarten bis 6. Schuljahr
- Southport Central School in Southport, mit Schulklassen von Pre-Kindergarten bis 6. Schuljahr

## Persönlichkeiten

### Söhne und Töchter der Stadt
- Dorothy M. Healy (1914–1990), Historikerin

### Persönlichkeiten, die vor Ort gewirkt haben
- Daniel Rose (1772–1833), Politiker und Gouverneur des Bundesstaates Maine